# جوانا نيومان
جوانا نيومان MBE أكاديمية وصحافية ومسؤولة بريطانية. هي الأمين العام لاتحاد جامعات الكومنولث (ACU).
قبل انضمامها إلى وحدة تنسيق الدعم ، كانت نيومان نائب مدير (دولي) في كلية كينجز لندن. تشمل مناصبها السابقة مديرة الوحدة الدولية للتعليم العالي بالمملكة المتحدة (المعروفة الآن باسم الجامعات البريطانية الدولية) ورئيسة التعليم العالي في المكتبة البريطانية. نيومان عضو هيئة تدريس في قسم التاريخ في كلية كينجز لندن ودرّست التاريخ في كلية لندن الجامعية وجامعة ووريك.

## مرتبة الشرف
- عضو في وسام الإمبراطورية البريطانية (2014) [2]

## منشورات مختارة
- Newman, Joanna, Nearly the New World: The British West Indies and the Escape from Nazism, 1933-1945, Berghahn Books October 2019
- Refugees from Nazism in the British Caribbean, in J.Gerber (Ed.), The Jews in the Caribbean, Littman, Oxford, 2013
- The changing role of library and information services, in R. Andrews, E. Borg, S. Davis, M Domingo, & J. England (Eds.), The SAGE handbook of digital dissertations and theses, سيج للنشر, London, 2012.
- Postgraduate Education in the United Kingdom, (Ed), Higher Education Policy Institute and the British Library, January 2010
- Jews of Jamaica, Jewish Renaissance Magazine, Volume 6, Issue 2, January 2007
- Representations of the Holocaust in Film and Television from 1933, Eds., Joanna Newman & Toby Haggith, دار نشر جامعة كولومبيا, September 2005
- The Colonial Office and British Refugee Policy in the 1930s, in Administering Empire: The British Colonial Service in Retrospect, University of London Press, 1999.
- Articles for Encyclopaedia of the Holocaust, The Jerusalem Publishing House, Jerusalem, 1997